# Brachyta breiti
Brachyta breiti är en skalbaggsart som beskrevs av Friedrich F. Tippmann 1946. Brachyta breiti ingår i släktet Brachyta och familjen långhorningar. Inga underarter finns listade.